# Shūji Terayama
Terayama Shūji (寺山 修司?, Terayama Shūji; Aomori, 10 dicembre 1935 – Tokyo, 4 maggio 1983) è stato un regista, poeta e drammaturgo giapponese surrealista.
I suoi film, talvolta surreali e metacinematografici, hanno inciso un marchio indelebile nell'avanguardia giapponese.
Buona parte della sua opera cinematografica è dedicata al rapporto tra sesso e potere.

## Filmografia

### Lungometraggi
- Tomato kecchappu Kōtei (L'Imperatore Tomato Ketchup, 1970) - Versione di 75 minuti che fonde i cortometraggi: Tomato kecchappu Kōtei e Janken sensō
- Sho wo suteyo machi he deyō (Gettate i libri, usciamo per le strade, 1971)
- Den'en Ni Shisu (田園に死す, 1974)
- Bokusā (The Boxer, 1977)
- Les fruits de la passion (Shanhai ijin shōkan,1981)
- Farewell to the Ark (Saraba hakobune) (1984)

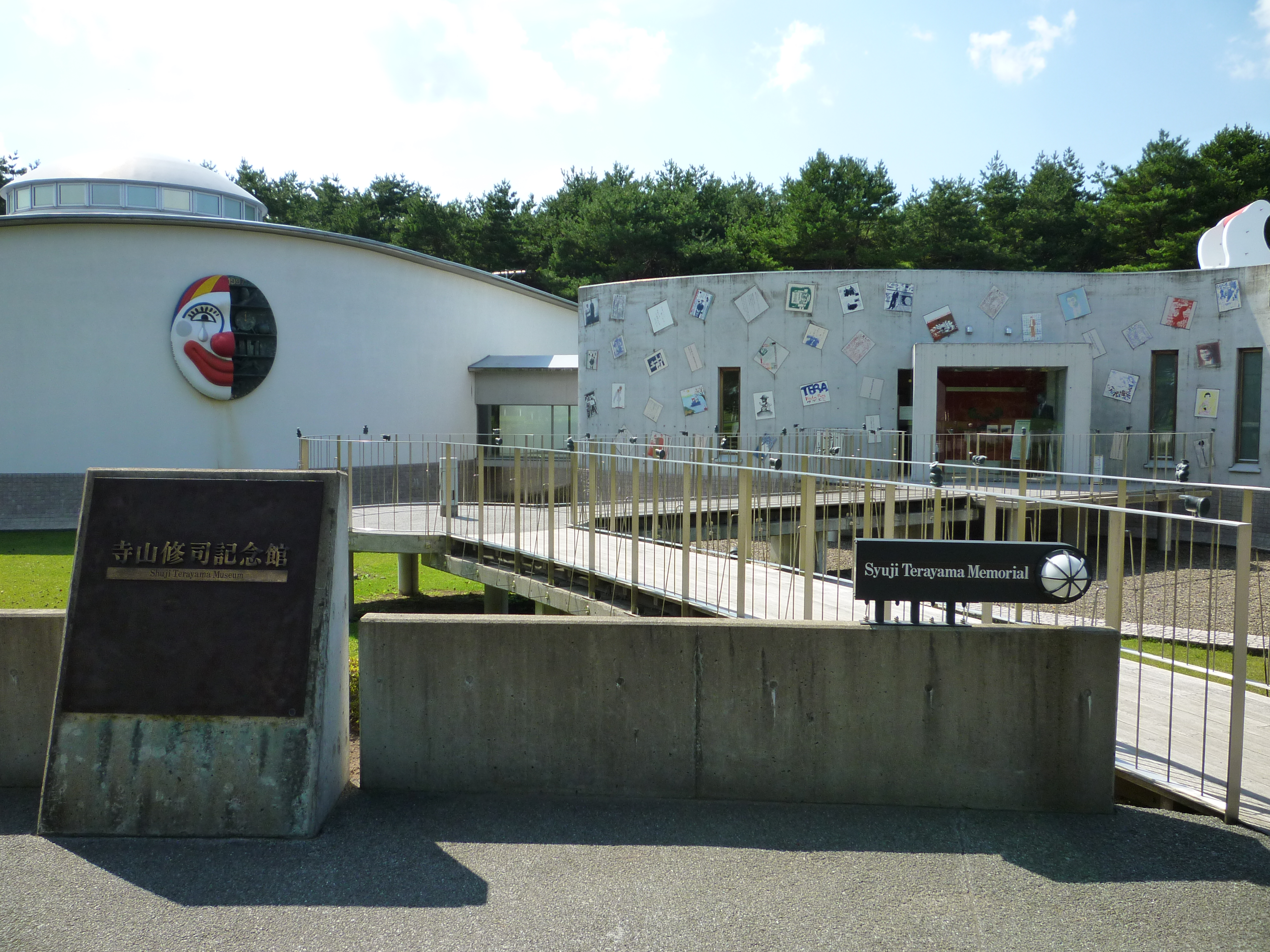
Memoriale a Syuji Tarayama

### Cortometraggi e mediometraggi
- Nekogaku (Catology) (Gattologia, 1960) - cortometraggio perduto
- Ori (La gabbia, 1962-1969)
- Tomato kecchappu Kōtei (L'Imperatore Tomato Ketchup, 1971)
- Janken sensō (La guerra della "morra cinese", 1971)
- Rōra (Laura, 1974)
- Chōfukuki (Butterfly, 1974)
- Seishōnen no tame no eiga nyūmon (Introduzione ai film per i giovani, 1974)
- Meikyūtan (Racconto del labirinto, 1975)
- Hōsōtan (Racconto del vaiolo, 1975)
- Shinpan (Der Prozess, 1975)
- Keshigomu (La gomma per cancellare, 1977)
- Issunbōshi wo kijutsusuru kokoromi (Tentativo di descrizione di un nano, 1977)
- Marudororu no uta (Les Chants de Maldoror, 1977)
- Nitō-onna – Kage no eiga (La donna a due teste - Film d'ombra, 1977)
- Shokenki (La macchina per leggere, 1977)
- Kusa meikyū (Labirinto d'erba, 1979) - mediometraggio contenuto in Collections privées (1979)
- Terayama Shuji & Tanikawa Shuntaro Video Letter (id., 1983)

### Sceneggiature per il cinema
- Kawaita mizuumi (Il lago prosciugato, 1960), regia di Shinoda Masahiro
- 'Minagoroshi no uta' yori kenjû-yo saraba! (Dalla canzone del massacro: Addio alle pistole!, 1960), regia di Sugawa Eizo
- Yūhi ni akai ore no kao (Il mio volto rosso sul sole, 1961), regia di Shinoda Masahiro
- Waga koi no tabiji (Il viaggio del nostro amore, 1961), regia di Shinoda Masahiro
- Namida wo, shishi no tategami ni (Lacrime sulla criniera del leone, 1962), regia di Shinoda Masahiro
- Chi wa taiyō yori mo akai (Il sangue è più rosso del sole, 1966), regia di Wakamatsu Kōji
- Hatsukoi. Jigoku hen (Primo amore. Capitolo infernale, 1968), regia di Hani Susumu
- Buraikan (id., 1970), regia di Shinoda Masahiro
- Sādo (Third, 1978), regia di Higashi Yuichi

### Soggetto
Una storia africana, regia di Susumu Hani (1980)

## Riconoscimenti
- Festival del Cinema di Sitges
  - 1985 – Miglior regista per Farewell to the Ark